# Corneliu Porumboiu
Corneliu Porumboiu (né le 14 septembre 1975, à Vaslui en Roumanie) est un réalisateur, scénariste et producteur roumain. 
Ses films ont reçu de nombreux prix dans des festivals internationaux et nationaux.

## Filmographie
Corneliu Porumboiu est réalisateur et scénariste de tous ses films
- 2000 : Graffiti, court-métrage
- 2001 : Love... Sorry, court-métrage
- 2002 : Autant en emporte le vin (Pe aripile vinului), court-métrage[2]
- 2003 : Un voyage à la ville (Calatorie la oras), court-métrage[3]
- 2004 : Le rêve de Liviu (Visul lui Liviu), court-métrage
- 2006 : 12 h 08 à l'est de Bucarest (A fost sau n-a fost ?)
- 2009 : Policier, adjectif (Polițist, Adjectiv)
- 2013 : Métabolisme ou quand le soir tombe sur Bucarest (Când se lasa seara peste Bucuresti sau metabolism)
- 2013 : Match retour (Al doilea joc), documentaire
- 2015 : Le Trésor (Comoara)
- 2018 : Football infini (Fotbal infinit), documentaire
- 2019 : Les Siffleurs (La Gomera)

### Producteur
- 2006 : 12 h 08 à l'est de Bucarest (A fost sau n-a fost ?)
- 2009 : Policier, adjectif (Polițist, Adjectiv)

## Prix
- 2003 : 2e prix ex aequo de la Cinéfondation pour Un voyage à la ville
- 2006 : Caméra d'or du meilleur premier long-métrage et Label Europa Cinemas lors du  Festival de Cannes pour 12 h 08 à l'est de Bucarest[4]
- 2006 : Trophée Transilvania et Prix du meilleur film roumain au Transilvania International Film Festival pour 12 h 08 à l'est de Bucarest
- 2009 : Prix FIPRESCI et Prix du Jury de la section Un Certain Regard du Festival de Cannes pour Policier, adjectif
- 2009 : Grand Prix du festival Entrevues à Belfort pour Policier, adjectif
- 2006 : Trophée Transilvania au Transilvania International Film Festival pour Policier, adjectif
- 2014 : Prix du meilleur film roumain au Transilvania International Film Festival pour Match Retour
- 2015 : Prix Un Certain Talent de la section Un certain regard du Festival de Cannes pour Le Trésor
- 2015 : Prix du meilleur film roumain au Transilvania International Film Festival pour Le Trésor